# Stewart Moskowitz
Pour les articles homonymes, voir Moskowitz.
 (octobre 2020).
Stewart Moskowitz (né le 6 juillet 1941 et mort le 23 mai 2017) est un peintre, illustrateur et auteur de livres pour enfants américain. Il s'est notamment fait reconnaître par ses peintures dans le style pop art aux États-Unis durant les années 1970 et le début des années 1980, vendues sous la forme d'affiches et cartes de vœux.
Sa première série à succès étaient ses illustrations représentant American Rabbit, un personnage de lapin anthropomorphe aux couleurs du drapeau des États-Unis. D'autres personnages à succès comprenaient The White Brothers (une bande de lapins blancs en patins à roulettes) et Chocolate Mousse (un élan recouvert de mousse au chocolat), et plusieurs autres qui apparaissaient dans des livres pour enfants que Moskowitz publia en 1982.
Ses personnages furent notablement adaptés en long-métrage d'animation, Les aventures du Lapin américain (en), sorti en 1986, réalisé par Fred Wolf et Nobutaka Nishizawa.
Son œuvre gagna en popularité au Japon au début des années 1980, inspirant logo et illustrations publicitaires pour diverses compagnies japonaises dont AT&T Japan, Fuji, Mitsubishi, Panasonic... il fit une peinture de poisson en forme de globe terrestre qui fut employée comme logo de l'émission-jeu éducative Naruhodo! The World sur Fuji TV. Il créa la mascotte Parasa (un dinosaure jaune) qui fut employée par The Sakura Bank en 1992 et produits dérivés.
Moskowitz plaça une douzaine de ses peintures sous le droit d'auteur aux États-Unis vers la fin des années 1990 et les années 2000.
En 2017, Moskowitz est atteint de cancer en phase terminale. Il fut levé des fonds de plus de 10 000 dollars pour rassembler sa famille, puis il meurt le 23 mai.